# Florence Trystram
Pour les articles homonymes, voir Trystram.
Ne doit pas être confondu avec Flora Tristan.
Florence Trystram est une historienne et auteure française née le 26 mars 1944 à Oujda (Maroc) et morte le 10 décembre 2023 à Paris.

## Biographie
Ses travaux traitent des expéditions géodésiques françaises, du pape Sylvestre II, de cartographie.

## Publications
- Le procès des étoiles (préf. Haroun Tazieff), Paris, éditions Seghers, 1979[2],[3],[4].
- L’Épopée du méridien terrestre, J'ai lu no 2013, 1979.
- Le Millénaire de l’Apocalypse, avec Pierre Lellouche, Flammarion, 1980, 225 pages  (ISBN 9782080643162)
- Le coq et la louve. Histoire de Gerbert et l'an mille, Paris, éditions Flammarion, 1982 (présentation en ligne).
- Moi, Jeanne obéissance, éditions Flammarion, 1984
- La Nuit du motard : Lancelot des temps modernes, Hachette, 1986.
- Lancelot, à propos du Graal, Éditions Garamont Archimbaud, 1987 (ISBN 2-906284-67-X).
- Sur l'Etna, Éditions Flammarion, 19913e édition avec la collaboration de Bernard Amy et Haroun Tazieff.
- Le procès des étoiles : Récit de la prestigieuse expédition de trois savants français en Amérique du Sud et des mésaventures qui s'ensuivirent, 1735-1771, Paris, Éditions Payot, 1993réédité en 2001 par la Petite Bibliothèque Payot,  (ISBN 2-228-89447-8).
- Terre ! Terre ! Une histoire des géographes et de la géographie, Jean-Claude Lattès, 1994.
- La Dame au grand chapeau, l’histoire vraie de Domenica Walter Guillaume, Paris, Éditions Flammarion, 1996, 252 p.[5].
- En route ! La France par monts et par vaux, vol. no 286. Chapitre 1 : les voies gallo-romaines, coll. « Découvertes Gallimard / Culture et société », 1996.
- Comme un rêve de pierre, Éditions Seghers, coll. « Mémoire vive », 1999, 282 p. (ISBN 9782232100284).
- Histoire de Gerbert, le pape de l'an mil, Aurillac, Le Regain éditeur, 2000, 403 p. (ISBN 2-913602-01-0).
- Rostudel, terre de rebelles, Crozon, Éditions Notre presqu'île, 2020, 256 p.[6].

## Prix et récompenses
- 1979 : Prix Maison de la Presse pour Le Procès des étoiles